# Germania Wilhelmshaven
Germania Wilhelmshaven war ein Sportverein aus Wilhelmshaven. Die erste Fußballmannschaft spielte acht Jahre in der höchsten niedersächsischen Amateurliga.

## Geschichte
Der Verein wurde am 8. März 1893 als Arbeiter-TV Germania Wilhelmshaven gegründet. Noch im 19. Jahrhundert wurde im ATV Fußball gespielt, was für einen der Verein der Arbeiterklasse ungewöhnlich früh war. Im Jahre 1911 wurde eine Fußballabteilung gegründet, die am Spielbetrieb des Arbeiter-Turn- und Sportbundes (ATSB) teilnahm. Elf Jahre später sicherte sich die Germania die Bezirksmeisterschaft von Hannover, scheiterte aber in der ersten Runde der deutschen ATSB-Meisterschaft mit 0:3 am BV Kassel 06. Im Jahre 1924 unterlag die Germania im Endspiel um die norddeutsche Meisterschaft Lorbeer Hamburg mit 0:3. Nach der Machtübernahme der Nationalsozialisten wurde der Verein verboten. Als Nachfolger wurde der TV Adler Wilhelmshaven gegründet, der im Handball erfolgreich war. Kurz nach dem Ende des Zweiten Weltkrieges wurde aus dem TV Adler der TSV Germania. 
Im Jahre 1946 scheiterte die Germania am Einzug in die neu geschaffene Oberliga Niedersachsen-Nord durch eine 2:5-Niederlage im Entscheidungsspiel gegen den VfL Oldenburg. Im Jahre 1949 gehörte die Mannschaft zu den Gründungsmitgliedern der Amateurliga 1, aus der man prompt mit 5:51 Punkten abstieg. Erst 1955 gelang die Rückkehr, der zwei Jahre später der Aufstieg in die damals zweitklassige Amateuroberliga West folgte. Dort traf man auf den Lokalrivalen TSR Olympia, den die Germania 1961 als Vierter erstmals hinter sich lassen konnte. Ein Jahr später wurde mit Rang drei der sportliche Zenit erreicht. Nachdem einige Leistungsträger den Verein verlassen hatten, wurde die Germania 1964 Letzter und stiegen in die Verbandsliga Nord ab.
1966 sicherte sich die Germania die Staffelmeisterschaft nach einem 1:0-Entscheidungsspielsieg gegen den TSV Ottersberg und schaffte in der Aufstiegsrunde den Sprung in die Landesliga Niedersachsen. Drei Abstiege in Folge brachte die Germania zurück in die Bezirksklasse. Im Jahre 1972 fusionierte die Germania mit der SpVgg 05 zum SV Wilhelmshaven.